# Cheignieu-la-Balme
Cheignieu-la-Balme es una comuna francesa situada en el departamento de Ain, de la región de Auvernia-Ródano-Alpes.

## Demografía
| 156 | 141 | 141 | 141 | 110 | 112 | 140 | 146 | 133 |
| Para los censos de 1962 a 1999 la población legal corresponde a la población sin duplicidades (Fuente: INSEE [Consultar]) |     |     |     |     |     |     |     |     |